# Idaea daucina
Idaea daucina là một loài bướm đêm trong họ Geometridae.